# Kurtunwaarey
Kurtunwaarey (ook: Curtum, Curtum Uaro, Kurtan Wari, Kurtunwarey, Kurtum Warey, Kurtun Warrey) is de hoofdplaats van het district Kurtunwaarey in de gobolka (regio) Neder-Shabelle in Zuid-Somalië.
Kurtunwaarey is slechts een klein stadje en ligt 3,8 km ten zuiden van de Shebelle-rivier in een relatief vruchtbaar landbouwgebied. De afstand naar de kust van de Indische Oceaan bedraagt 20 km. Dorpen in de buurt zijn Mokoyjaalle, Idow Guudow, Garowle en Ababscia. Via Mokoyjaalle is Kurtunwaarey verbonden met grotere steden als Marka en Mogadishu.
Er staan ten minste drie grote zendmasten in het stadje.
Kurtunwaarey zuchtte vanaf ca. 2009 onder een bezetting door jihadisten van de terreurgroep Al-Shabaab, maar werd op 31 augustus 2014 bevrijd door troepen van het Somalische leger in samenwerking met de Afrikaanse vredesmacht AMISOM, als onderdeel van de militaire operatie "Indian Ocean".
Klimaat: Kurtunwaarey heeft een tropisch savanneklimaat. De gemiddelde jaartemperatuur is 26,3 °C. April is de warmste maand, gemiddeld 27,9 °C; juli is het koelste, gemiddeld 24,9 °C. De jaarlijkse regenval bedraagt ca. 417 mm (ter vergelijking: in Nederland ca. 800 mm). Van december t/m maart is er een lang droog seizoen, direct gevolgd door een nat seizoen van april-juni. In de periode juli-november regent het af en toe, maar lijkt geen sprake van een echt regenseizoen. April is de natste maand met ca. 93 mm neerslag. Overigens kan e.e.a. van jaar tot jaar sterk verschillen.

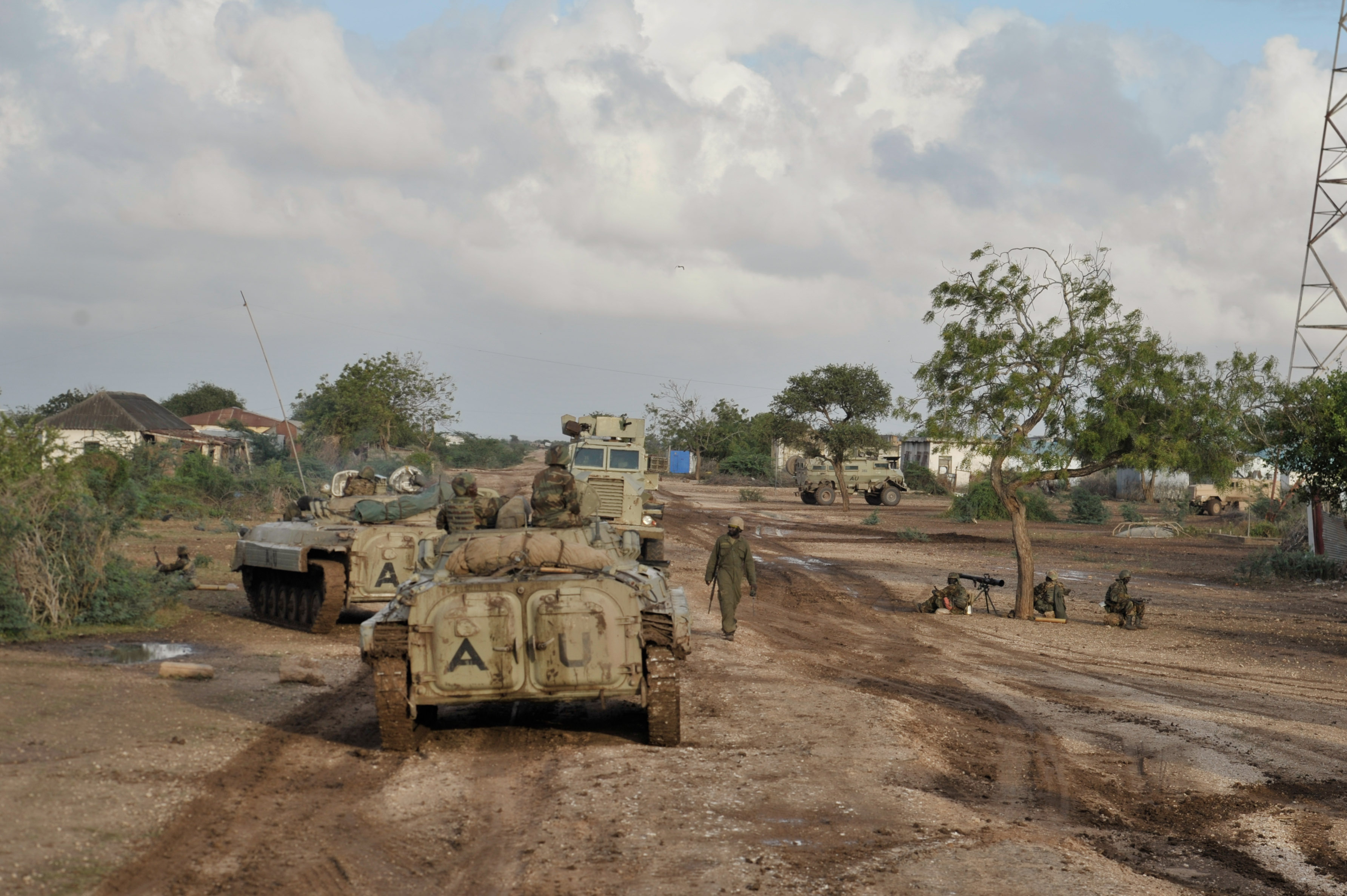
Oegandese troepen van de Afrikaanse Unie tijdens de bevrijding van Kurtunwaarey, 31 aug. 2014.
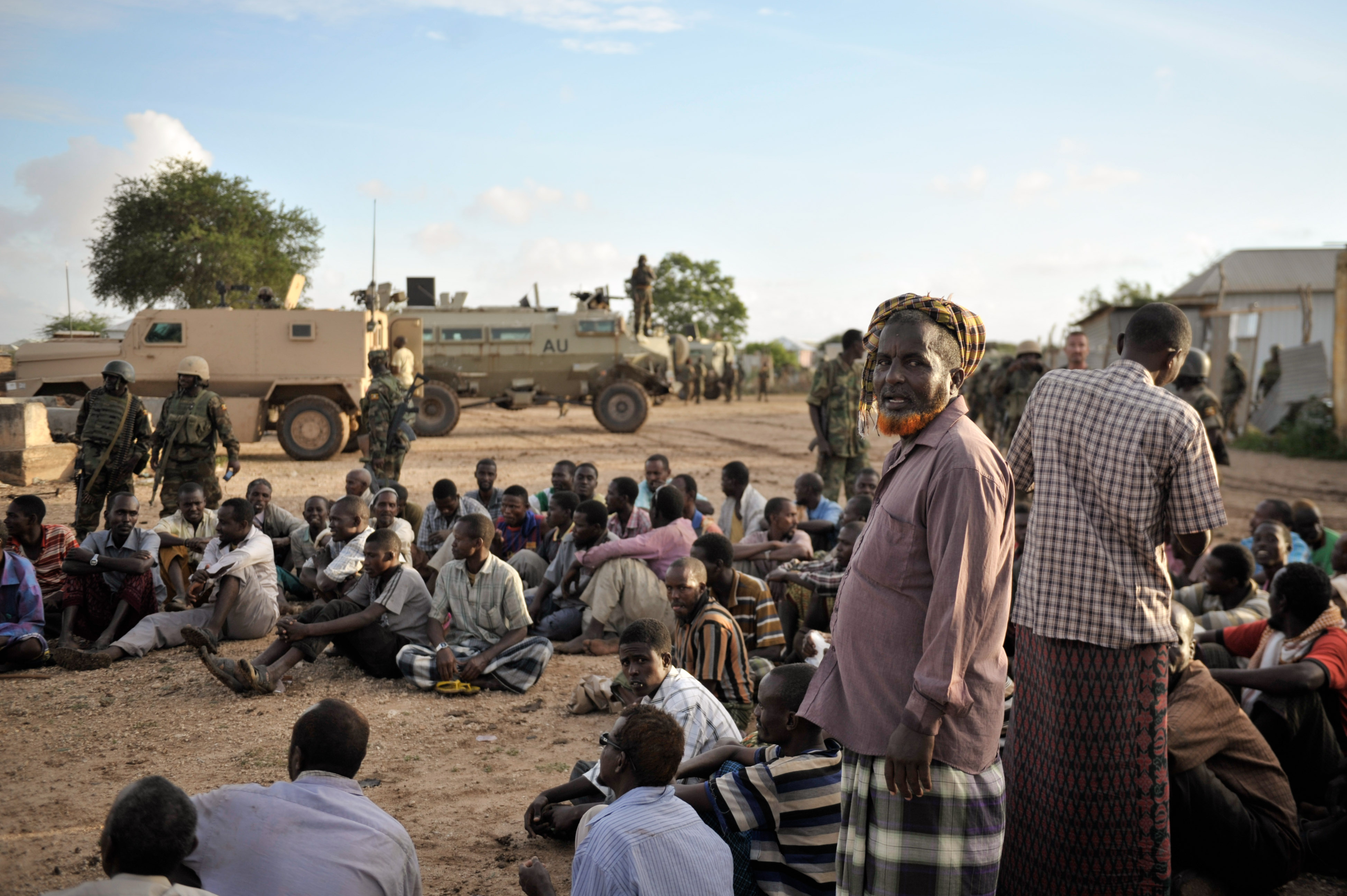
Mannen verzamelen zich in het centrum na de bevrijding op Al-Shabaab, 31 aug. 2014
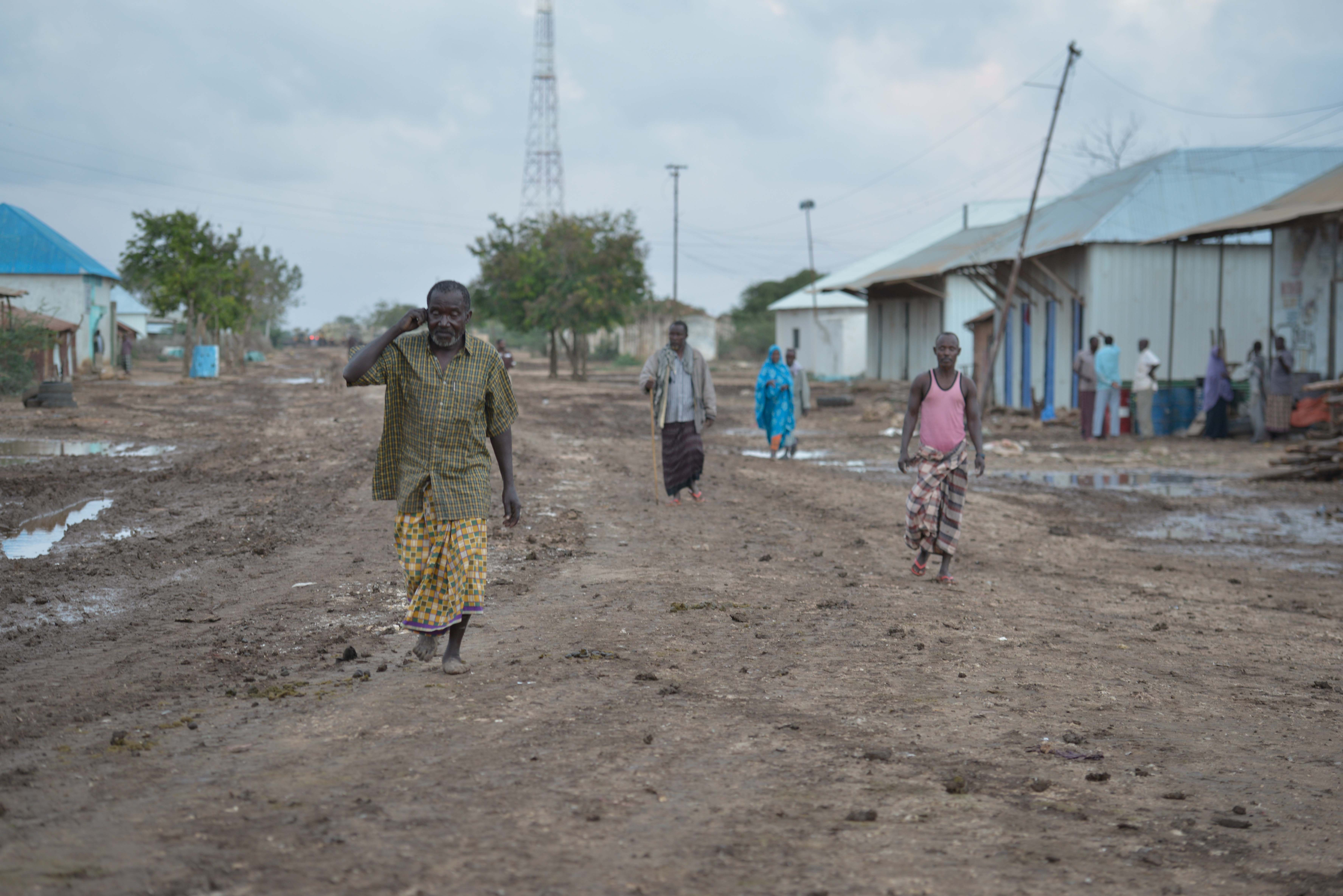
Straat in Kurtunwaarey